# Ricardo de Irezábal y Benguría
Ricardo de Irezábal y Benguría (Bilbao, 14 de juny de 1910 - Madrid, 14 de juny de 1987), va ser intendent mercantil, directiu de l'Atlètic de Madrid i president d'aquest club el 1980.

## Biografia
Després de la Guerra Civil va viure durant uns anys exiliat a Mèxic. El seu pare, d'igual nom, havia estat president de l'Athletic Club de Bilbao i vicepresident de la Federació Espanyola, i el 1937 es va situar al capdavant, com a delegat, de la Selecció de futbol d'Euskadi, en la seva gira per Europa i Amèrica.
Ricardo de Irezábal era amic personal del llavors president de l'Atlètic de Madrid Vicente Calderón, qui el va nomenar tresorer del Club el 1968. En dimitir Calderón el 16 de juny de 1980, De Irezábal va ocupar provisionalment la presidència, convocant eleccions pel 24 de juliol d'aquell mateix any.
El 31 de juliol de 1980 va ser rellevat en la presidència per Alfonso Cabeza, únic candidat que havia presentat els avals exigits en les eleccions convocades.